# Acer monogyrus
Acer monogyrus é uma espécie de árvore do gênero Acer, pertencente à família Aceraceae.